# Directoire (Argentine)
Le Directoire, institué en 1814 dans les Provinces-Unies du Río de la Plata par l’Assemblée de l'an XIII, fut une forme de gouvernement dans laquelle le pouvoir exécutif était détenu par un Directeur suprême, investi d’un mandat de deux ans, et portant le titre officiel de Directeur suprême des Provinces-Unies du Río de la Plata (en esp. Director Supremo de las Provincias Unidas del Río de la Plata). Au contraire des gouvernements qui procédèrent directement de la révolution de Mai, l’autorité exécutive était assurée par un individu particulier au lieu d'un groupement de personnes, sans pour autant que le régime présentât les caractéristiques propres à un système présidentiel. Afin d’éviter les abus de pouvoir, le Directoire devait comporter en outre un Conseil d’État composé de neuf personnes, et était responsable devant un congrès chargé d’exercer les fonctions législatives.
Par cette nouvelle construction institutionnelle, l’Assemblée de l'an XIII escomptait être mieux à même de faire face à la menace royaliste, encore aggravée à ce moment par des affrontements internes au sein même du camp patriote.

## Directeurs suprêmes
| Portrait | Directeur suprême           | Période                           |
|          | Gervasio Antonio de Posadas | 31 janvier 1814 au 9 janvier 1815 |
|          | Carlos María de Alvear      | 11 janvier au 18 avril 1815       |
|          | Ignacio Álvarez Thomas      | 21 avril 1815 au 16 avril 1816    |
|          | Antonio González Balcarce   | 16 avril au 9 juillet 1816        |
|          | Juan Martín de Pueyrredón   | 9 juillet 1816 au 9 juin 1819     |
|          | José Rondeau                | 9 juin 1819 au 1er février 1820   |
|          | Juan Pedro Aguirre          | 1er février au 11 février 1820    |

À la suite de la démission de José Rondeau, provoquée par la défaite à la bataille de Cepeda en 1820, le pouvoir fut assumé à titre intérimaire par Juan Pedro Aguirre. Celui-ci ne réussissant pas à se maintenir, le Congrès prit le parti de se dissoudre, tandis que le cabildo de Buenos Aires se chargeait de gouverner la ville et la province de Buenos Aires. La dissolution du Congrès donna lieu à une période de vide de pouvoir, connue en Argentine sous la dénomination d’Anarchie de l’an XX, qui se prolongera jusqu’en 1823, c’est-à-dire jusqu’à la stabilisation, en l’absence de gouvernement national, des différents gouvernements provinciaux. Dans la province de Buenos Aires fut désignée quelques jours après la dissolution du Congrès une Junte de représentants, chargée de nommer le nouveau gouverneur.
À partir de ce moment, faute d’une constitution fixant l’organisation politique du pays, la conduite des affaires des Provinces-Unies du Río de la Plata fut assumée de façon virtuelle par les gouverneurs de Buenos Aires ; cependant, si, légalement, seules les affaires extérieures entraient dans leurs attributions, la maîtrise du port de Buenos Aires leur permettait d’exercer une forte pression sur les provinces de l’intérieur.